# Santa Maria (la Jonquera)
Santa Maria de la Jonquera és una església del municipi de la Jonquera inclosa en l'Inventari del Patrimoni Arquitectònic de Catalunya.

## Descripció
Església d'una sola nau amb capelles laterals, absis semicircular i creuer, marcat en planta i alçat, amb cúpula. La façana (s.XV) és la part més antiga del temple i ha estat realitzada amb grans carreus de pedra ben escairats. La coberta és a base de teules àrabs.
La portalada està composta per quatre grans arcs de mig punt en degradació, un timpà llis on s'inclou l'escut dels Rocabertí, i una llinda amb inscripció, emmarcada per dos representacions en relleu d'animals, que al·ludeix a la data de 1414. Per emmarcar el timpà i les arcuacions s'ha optat per una pronunciada línia d'impostes i un guardapols que, al seu punt d'unió es presenten decorats amb les representacions d'un cap i un gerro. A sobre de la portalada hi ha un gran rosetó en gradació.
A la banda sud-oest de l'edifici s'aixeca el campanar compost per dos cossos: la base de planta quadrada i el campanar de planta octogonal amb arcs de mig punt. La resta del temple (nau, creuer i absis) és del segle xviii. El parament és de pedruscall i argamassa, i a l'interior les voltes són de llunetes. Respecte a la façana, tot i que la portalada reprodueix una tipologia força freqüent en el romànic català s'ha de tenir en compte que es tracta d'un romànic de caràcter retardatari o d'inèrcia que es perllongà en segles posteriors, sobretot a l'arquitectura popular.

## Història
A la llinda de la porta trobem una inscripció en la que es diu que la pedra fou col·locada el dia 18 de maig de 1414 per Bernat Gonbau Parer i la seva esposa. Al timpà llis trobem com a únic motiu ornamental l'escut dels Rocabertí. Posseïm un document de 1413 que fa referència a la restauració de l'església. Això fa suposar que el temple ja existia anteriorment i que va començar a restaurar- se el 1414 com a sufragània de Sta. Maria d'Agullana. El 1569 fou parròquia independent.